# Kurhaus Waidberg

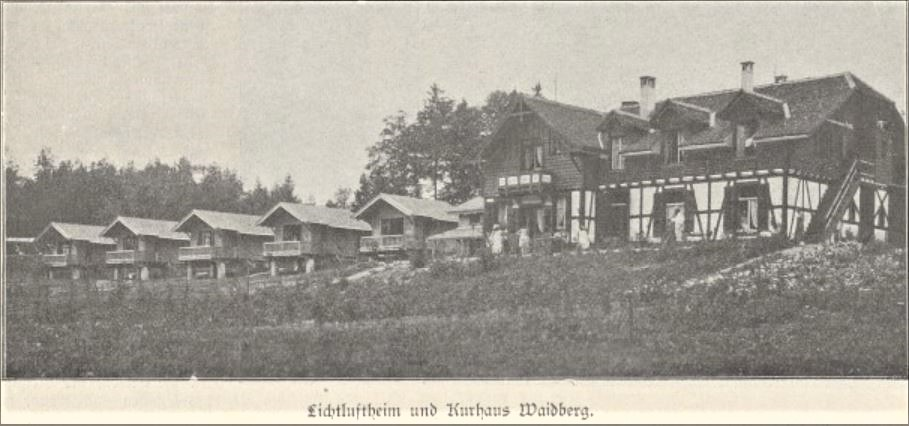
Kurhaus Waidberg mit Lufthütten, 1906

Das Kurhaus Waidberg im Wald auf dem Käferberg, an der Waidbadstrasse 151, in Zürich war eine der frühesten Einrichtungen im Umfeld der Lebensreform-Bewegung in der Schweiz.
Gründer und Inhaber des Kurhauses war Theodor Stern. Er war zuvor als Pfarrer in Köniz im Kanton Bern tätig. Jahrelang von Krankheiten geplagt, hatte er begonnen, im Wald Luft- und Sonnenbäder zu nehmen, was zum Verlust seiner Stelle geführt haben soll. In der Folge gründete er 1902 das Kurhaus und «Lichtluftheim». Zu diesem gehörten öffentliche Luft- und Sonnenbäder («Lufthütten»), ein Restaurant und Turnplatz.
1905 wurde eine Heilanstalt insbesondere für Wasserheilverfahren eingerichtet. 1906 versuchte Stern das Kurhaus in eine Genossenschaft umzuwandeln. Im Komitee dafür war Julius Sponheimer. Wie es scheint, hat aber die Umwandlung in eine Genossenschaft nicht stattgefunden.
1907 wurde der Betrieb des Kurhauses von Anna und Hedwig Stoll und ihrem Vater Albert Stoll übernommen. 1909 wurde die Firma A. & H. Stoll, die sie zu diesem Zweck gegründet hatten, aufgelöst.

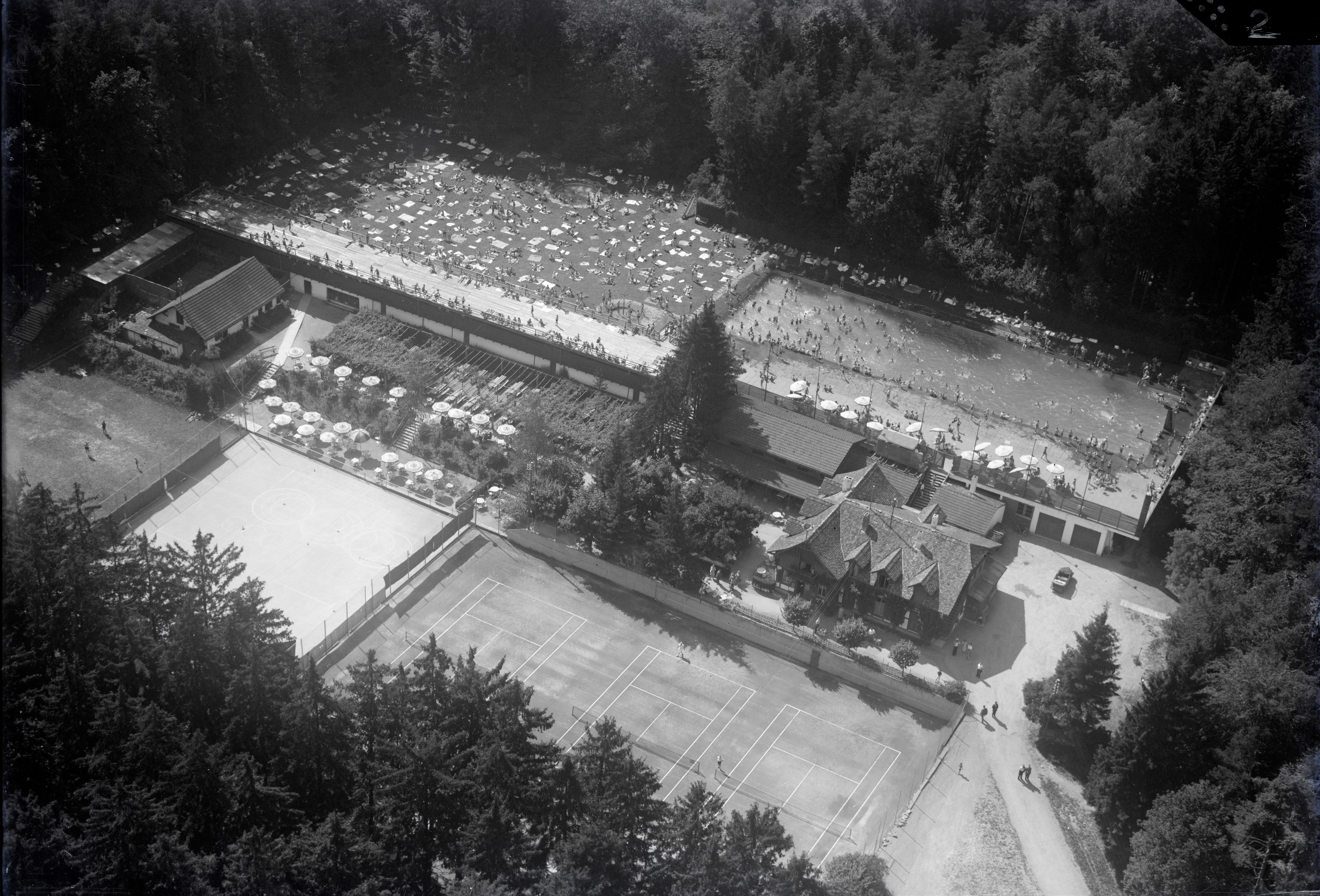
Waidbad 1946

1921 wurde der Betrieb in eine alkoholfreie Sommerwirtschaft umgewandelt, 1926 in das Speiserestaurant «Waidberg» (später
«Restaurant Jägerhaus», heute «Tessin Grotto»). Die Lufthütten wurden 1922 bis 1935 abgebrochen. 
Der Inhaber des Restaurants liess 1939 auf dem Waidberg ein Freibad erbauen. Das «Waidbad» verfügte über ein 50-Meter-Becken, mehrere Sprungbretter und eine Unterwasserbeleuchtung für den nächtlichen Schwimmbetrieb. Neben dem Bad gab es ein Garderobengebäude mit Sonnenterrasse. Der Badebetrieb wurde 1969 eingestellt und das Bad 1980 zugeschüttet.
Das Kurhaus erlangte über die Schweiz hinaus Bekanntheit, nachdem der FKK-Ideologe Richard Ungewitter es in seiner programmatischen Schrift Nackt als fortschrittliche Einrichtung rühmte:
«Gemeinsam Lichtluftbäder werden schon seit Jahren in der Kuranstalt Waidberg bei Zürich genommen. Dort ist es sogar üblich, dass die Kurgäste in der Luftbadtracht stundenweise Spaziergänge ausserhalb der Anstalt machen, woran sich die umliegenden Dorfbewohner schon lange nicht mehr kehren, da sie es gewöhnt sind.»